# Voyagers (film, 2021)
Pour les articles homonymes, voir Voyagers et Voyagers (film).
Pour plus de détails, voir Fiche technique et Distribution.
Voyagers ou Voyageurs au Québec est un film américain réalisé par Neil Burger, sorti en 2021.
Le film reçoit des critiques assez négatives à sa sortie.

## Synopsis
Dans un futur proche, la Terre s'est réchauffée et est devenue quasiment inhabitable. En 2063, une nouvelle planète est découverte et sa colonisation est alors envisagée. Des scientifiques développent alors Humanitas, un vaisseau générationnel qui effectuera un voyage de 86 ans vers la nouvelle planète. À son bord se trouvent 30 jeunes nés via la procréation médicalement assistée. Ils sont entraînés et éduqués par Richard Alling, un scientifique. Dix ans plus tard, les jeunes ont bien grandi. Ils ont chacun des tâches précises et répétitives à accomplir. Mais quand ils se retrouvent livrés à eux-mêmes, le chaos s'installe peu à peu à bord.

## Fiche technique
Sauf indication contraire, les informations mentionnées dans cette section peuvent être confirmées par la base de données cinématographiques IMDb,  présente dans la section « Liens externes ».
- Titre original : Voyagers
- Réalisation et scénario : Neil Burger
- Musique : Trevor Gureckis
- Photographie : Enrique Chediak
- Montage : Naomi Geraghty
- Production : Brendon Boyea, Neil Burger et Basil Iwanyk
- Sociétés de production : AGC Studios, Thunder Road Pictures, Nota Bene Films, Fibonacci Films, Freecss Films Limited et Ingenious Film Partners
- Société de distribution : Lionsgate (États-Unis)
- Pays de production :  États-Unis,  Royaume-Uni,  République tchèque et  Roumanie
- Genre : science-fiction, thriller, aventure
- Durée : 108 minutes
- Dates de sortie :
  - États-Unis : 9 avril 2021
  - France : 26 mai 2021
  - Royaume-Uni : 2 juillet 2021
- Classification[3] :
  - États-Unis : PG-13
  - France : tous publics

## Distribution
- Tye Sheridan (VF : Alexandre Bierry ; VQ : Nicolas Bacon) : Christopher
- Lily-Rose Depp (VF : Aurélie Konaté ; VQ : Célia Gouin-Arsenault) : Sela
- Colin Farrell (VF : Boris Rehlinger ; VQ : Martin Watier) : Richard
- Fionn Whitehead (VF : Alexis Ballesteros ; VQ : Xavier Dolan) : Zac
- Madison Hu (VF : Alice Taurand) : Anda
- Isaac Hempstead-Wright : Edward
- Viveik Kalra (VF : Martin Faliu) : Peter

## Production
Neil Burger développe l'intrigue dès 2011, après avoir imaginé des jeunes confinés dans un lieu clos et restreint. Il est alors séduit par l'idée d'étudier la nature humaine dans une situation similaire :

« C’est également fascinant de se demander ce qui peut se passer quand on ne se trouve plus en contact avec toute la culture et les influences de la société. Au cœur de ce film se posent les questions : Qui sommes-nous vraiment ? Sommes-nous bons, sommes-nous des animaux ? Est-ce que nos vies ne sont motivées que par notre soif de consommation ? Avons-nous au fond de nous-mêmes un sens moral ? Toutes ces questions me passionnent. »

— Neil Burger
Le cinéaste cite comme influence un film majeur de la science-fiction, 2001, l'Odyssée de l'espace (1968) de Stanley Kubrick, mais également le film de guerre allemand Das Boot (1981) de Wolfgang Petersen. Il explique à propos de ce film : « C’est le film parfait pour étudier le comportement d’un groupe de personnes dans un confinement ultra restreint et tentant de survivre dans des conditions extrêmes ».
Le projet est annoncé en janvier 2019 avec Neil Burger à l'écriture et à la réalisation. Le film est décrit comme une version de « Sa Majesté des mouches dans l'espace ». En avril 2019, Colin Farrell, Tye Sheridan, Lily-Rose Depp ou encore Fionn Whitehead sont annoncés, alors que le tournage doit débuter en juin suivant en Roumanie. En juin 2019, Viveik Kalra, Quintessa Swindell (en), Archie Madekwe et Archie Renaux rejoignent eux aussi la distribution.
Le tournage débute en Roumanie en juin 2019. Il a notamment lieu à Bucarest.

## Accueil
Le film reçoit des critiques globalement négatives. Sur l'agrégateur américain Rotten Tomatoes, il récolte 26% d'opinions favorables pour 118 critiques et une note moyenne de 5,1⁄10. Le consensus est « Il a une distribution de jeunes acteurs et une prémisse d'intrigue pleins de potentiel, mais Voyagers dérive ensuite dans une orbite familière plutôt que d'explorer pleinement ses thèmes intrigants ». Sur Metacritic, il obtient une note moyenne de 44⁄100 pour 34 critiques.
Sorti aux États-Unis le 9 avril 2021, le film est un cuisant échec ne récoltant qu'1,4 million de dollars de recettes le week-end de sa sortie dans 2 000 salles américaines.